# ستيفن زاك
ستيفن زاك (بالإنجليزية: Stephen Zack)‏ مواليد 10 ديسمبر 1992 في بنسيلفانيا، هو لاعب كرة سلة أمريكي. بدأ مسيرته الاحترافية في سنة 2015. يلعب كلاعب وسط. يحمل الرقم 7. يبلغ طوله 6 قدم 11 بوصة (2.1 م). لعب مع ليبايا لوفاس في دوري لاتفيا لكرة السلة ونادي أكاديميك لكرة السلة في الدوري البلغاري الوطني لكرة السلة.

## روابط خارجية
- ستيفن زاك على موقع دوري كرة السلة الياباني للمحترفين (اليابانية)
- ستيفن زاك على موقع كرة السلة الأوروبية.كوم (الإنجليزية)
- ستيفن زاك على موقع كلية كرة السلة في سبورتس رفرنس.كوم (الإنجليزية)
- ستيفن زاك على موقع ريلجم (الإنجليزية)
- ستيفن زاك على موقع بروبوليرز (الإنجليزية)
- ستيفن زاك على موقع سبورتس رفرنس (الإنجليزية)